# Paralimnophila flammeola
Paralimnophila flammeola là một loài ruồi trong họ Limoniidae. Chúng phân bố ở miền Australasia.